# Chaetodon falcula
Chaetodon falcula és un peix marí de la família Chaetodontidae.
És una espècie comuna i àmpliament distribuïda per l'Indo-Pacífic.

## Morfologia
Té la morfologia típica de la seua família: cos ovalat i comprimit lateralment. El perfil dorsal és clarament còncau.
La coloració del cos és blanca, amb una sèrie de línies estretes verticals, de color gris. Les aletes dorsal, anals i caudal estan acolorides en groc brillant i taronja. Sobre els ulls té una línia negra vertical que li travessa el cap, i a l'aleta dorsal té dues taques negres característiques. També presenta una línia negra vertical a la base de l'aleta caudal.
Té entre 12 i 13 espines dorsals, entre 23 i 25 radis tous dorsals, 3 espines anals i entre 20 o 21 radis tous anals.
Arriba als 20 cm de llarg.

## Hàbitat i capteniment
Sol veure's als extrems exteriors d'esculls coral·lins, en zones propenses a corrents i llacunes. Els jóvens es protegeixen en coralls. Normalment es veuen en parelles o petits grups de fins a 20 individus.
El seu rang de profunditat és entre 1 i 15 m.

## Distribució geogràfica
Es distribueix en aigües tropicals de l'oceà Índic i del Pacífic, des de la costa est africana, fins a Java. És espècie nadiua de Birmània; Chagos; Comores; Índia; Indonèsia; Kenya; Madagascar; Malàisia; Maldives; Maurici; Mayotte; Moçambic; Seychelles; Sud-àfrica; Sri Lanka; Tailàndia i Tanzània.

## Alimentació
No es disposa de massa informació contrastada sobre la seua alimentació. S'alimenta majoritàriament de petits invertebrats, i de coralls, tant tous com durs.

## Reproducció
Són dioics, o de sexes separats, ovípars, i de fertilització externa. La fresa ocorre abans del vespre. Tant mascles com femelles s'aparien en moles amb diferents parelles en la mateixa nit. Formen parelles durant el cicle reproductiu, però no protegeixen els ous i cries després de la fresa.

## Galeria

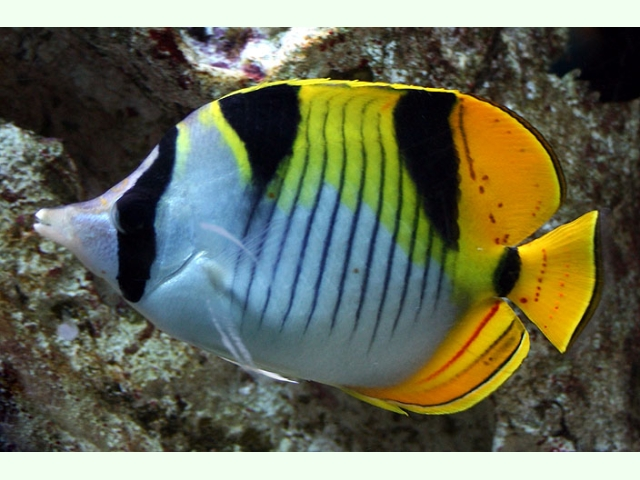
Exemplar al zoo de Madrid
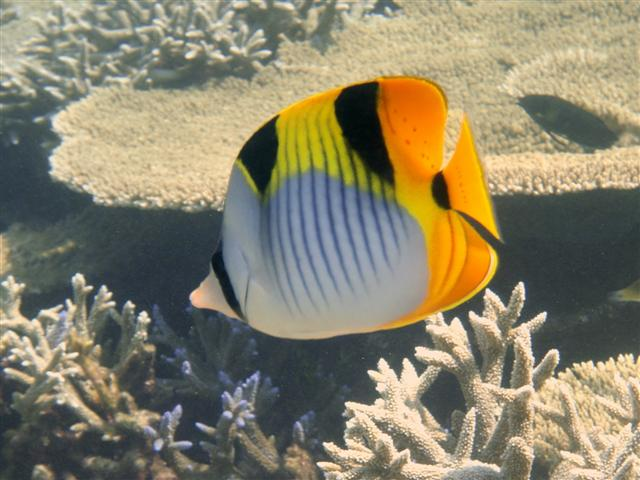
Entre colònies d'Acropora, a Maldives
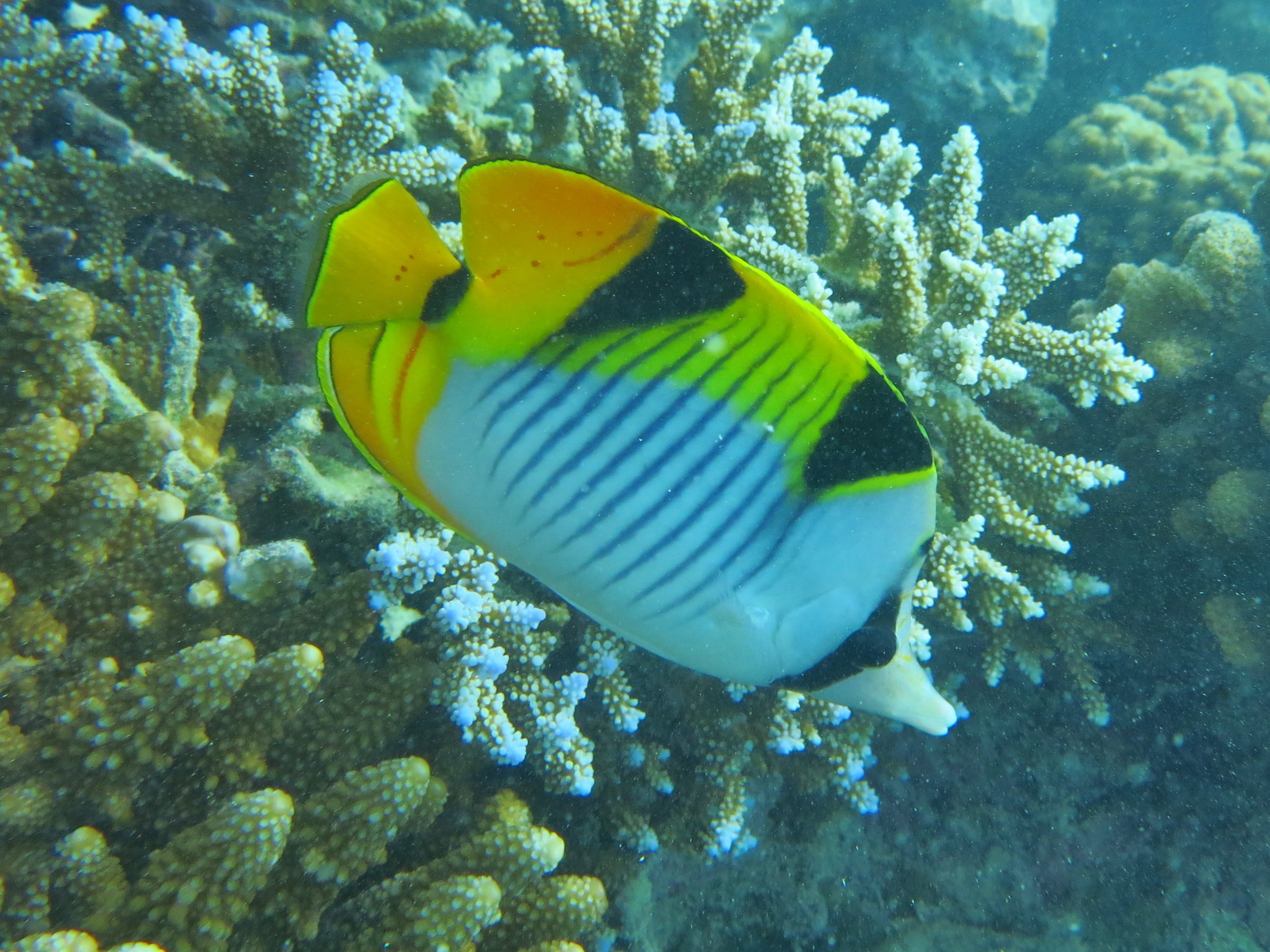
A l'atol Baa
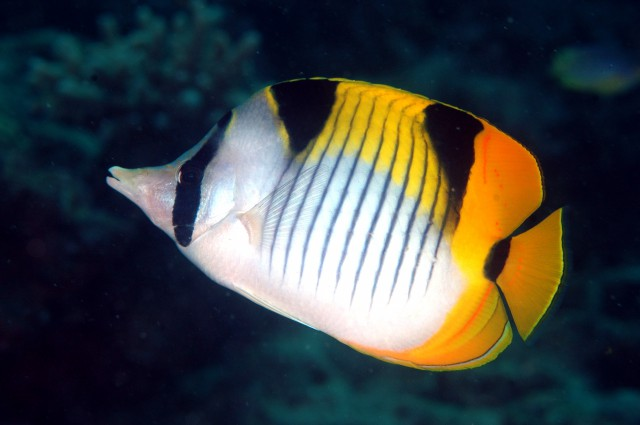
Exemplar a Tailàndia